# SN 1991ah
SN 1991ah – supernowa typu IIn odkryta 9 czerwca 1991 roku w galaktyce A221009-4619. W momencie odkrycia miała maksymalną jasność 18,50m.